# Chiesa dei Santi Michele ed Omobono
La chiesa dei Santi Michele ed Omobono è un luogo di culto di Napoli, ubicato in largo Madonna delle Grazie.

## Storia e descrizione
La storica chiesa venne fondata in una data precedente al 1583, anno in cui il Patronato dell'Arte dei Sartori acquistò l'edificio, restaurato più volte nel corso dei secoli e di cui è testimone il portale in piperno incastonato nella semplice facciata di tufo. Sulla stessa facciata è scolpito lo stemma dei sarti, che consiste in alcune forbici.
L'interno è ben conservato con i suoi altari e i suoi arredi; tuttavia il polittico di Francesco Pagano raffigurante San Michele è stato trasferito al Museo di Capodimonte.
L'esterno, viceversa, è in grave condizioni di degrado, al pari dell'esterno dell'adiacente Santa Maria delle Grazie a Caponapoli.